# Саборна црква Свете Тројице у Ђаковици
Саборнa црква Свете Тројице се налазила у Ђаковици, граду и седишту истоимене општине на Косову и Метохији. Припадала је Епархији рашко-призренске Српске православне цркве.

## Историјат
Стара петокуполна црква, која је била предвиђена за маузолеј и похрањивање земних остатака изгинулих, побијених и смрзнутих у ратовима 1912-1918. године изграђена је 1940. године. После Другог светског рата срушена је од стране комунистичке власти 1949. године на дан Светог Саве. Њено рушење био један је од најдрастичнијих примера политичког антитеизма, нове власти основане непосредно после завршетка Другог светског рата.
Саборни храм посвећен Светој Тројици саграђен је 1999. године на темељима петокуполне спомен цркве.
После педесет година, поново на том истом месту нови храм доживљава идентичну судбину: прво бива оскрнављен, потом запаљен, да би на крају био миниран и порушен 24/25. јула 1999. године.

## Архитектура цркве
Црква у Ђаковици је била једна од најлепших новоизграђених, урађена по пројекту Љубише и Радомира Фолића. Унутрашњи организација простора је предвиђала комбинацију неколико различитих типова основа централног плана. Основни корпус је у облику уписаног крста са централном куполом и четири мање куполе у угаоним, нижим травејима. Тиме је постигнута духовна веза са највећом црквом манастира Св Арханђела код Призрена. Додатни бочни простори дају основни облик слободног крста као асоцијације на велике апостолионе ранохришћанског периода као што су: Св. Јован у Ефесу и Св. Апостоли у Цариграду из времена Јустинијана. Попречним крацима додате су бочне апсиде, тако да је успостављен континуитет са архитектуром из доба Кнеза Лазара.

## Разарање цркве 1999. године
Одмах по доласку снага италијанског КФОР-а локални албански екстремисти почели су да скрнаве цркву која се налази у строгом центру града. Вредни грчки мозаик Свете Тројице изнад главног портала је разбијен у парампарчад. Унутрашњост цркве је запаљена и оскрнављена изметом. Свуда по зидовима цркве могли су се видети графити ОВК и вулгарни цртежи. Црква је уништена стотинама килограма снажног експлозива 24/25. јула 1999. године, и поред сталних апела да КФОР обезбеди ову светињу.